# Languidic
Languidic är en kommun i departementet Morbihan i regionen Bretagne i nordvästra Frankrike. Kommunen ligger i kantonen Hennebont som tillhör arrondissementet Lorient. År 2022 hade Languidic 8 046 invånare.

## Befolkningsutveckling
Antalet invånare i kommunen Languidic
| Referens: INSEE |